# 恥辱 (小説)
『恥辱』（ちじょく、Disgrace）は、南アフリカ共和国出身のノーベル賞作家J・M・クッツェーの小説。1999年に出版され、同年のブッカー賞を受賞した。同一人物による2度の受賞は史上初。2006年には、文学界の著名人によるオブザーバー紙の投票で「この25年でもっとも優れた小説」に選ばれた。

## あらすじ
ケープタウンの大学でロマン派の詩を教える教授デヴィッド・ルーリー（David Lurie）は、離婚歴2回の52歳の男性。「文学部」から「コミュニケーション学部」への大学の再編成で大きな波に洗われながら、教えているクラスの女子学生メラニー・アイザックスとのスキャンダルで、他の学生や親から訴えられる。査問委員会にかけられたデヴィッドは謝罪陳述することを拒んで大学を辞職、イースタンケープ州の田舎に住む娘ルーシーのところへ転がり込む。
　ルーシーはコーサ人ペトルスに農作業を手伝ってもらい、ささやかな農場を営み、自給自足の暮らしを試みている。犬を預かる仕事もしている。ペトルスは白人入植者に奪われた土地の返還請求の法的手続きを済ませたばかり。デヴィッドはバイロンの詩に曲をつけることを慰みにして暮らすが、やがて、娘の友人ベヴ・ショウが営む動物病院（病気や怪我で飼いきれない動物を安楽死させる場所）の仕事を手伝うようになる。
　そこへある日、3人の黒人の若者が電話を借りたいとルーシーの家にやってきて、デヴィッドをトイレに閉じ込めてガソリンをかけて火をつけ、彼女をレイプし、家具を持ち去り、犬を撃ち殺して立ち去る。レイプによってルーシーは妊娠してしまうが、これはどこまでも自分の問題で赤ん坊は産むといって事態を引き受けようとする。デヴィッドはそれが理解できない。植民地支配によってヨーロッパ白人がアフリカ先住人たちにやってきた暴力が、いま逆に自分達に向かっているのかと、ふと考えたりする主人公。
　アパルトヘイト体制が1994年に撤廃されたあとの南アフリカ社会を背景に、都市と田舎の暮らしを対比させ、その時代と格闘しながらさまざまな問題を浮上させて、そこに住み暮らす人間の姿を冷徹な目で容赦なくリアルに描いた傑作小説。とりわけ世界的にセクシャルハラスメントと人文学の危機が大きな問題として議論された時期と重なり、世界的なヒットとなった。テーマのなかには、これと同時期に出版された『動物のいのち』と重なる部分があり、次作『エリザベス・コステロ』(2003)では「動物と人間の関係」として前面に出てくることになる。
　クッツェー自身は、大学で教えるコマ数を減らして給与もその分を若い講師を雇うことにあててほしい、と大学と交渉して時間を確保し、集中的にこの作品を書いたという。 -

## 本書をめぐる論争
この小説の出版後、その描写がアパルトヘイト後の南アフリカのイメージを損なうものであり、事実上、黒人をステレオタイプ化する白人人種差別主義者を代弁しているとして、政権党のアフリカ民族会議は本書と著者クッツェーを批判し、南アフリカ人権委員会に告発した。クッツェー自身は、このような一面的な読みは表層的なものだと反論した。

## 映画
2008年に本書は映画化された。スティーブ・ジェイコブス監督、ジョン・マルコヴィッチ主演。日本未公開。

## 日本語訳
- 『恥辱』鴻巣友季子訳、早川書房、2000年（ハヤカワepi文庫 2007年）